# Johannes von dem Eichhorn
Johannes von dem Eichhorn (auch: Johannes dictus de oder van den Eyghorn(e); * 13. Jahrhundert; † um 1346) war Schöffe und Bürgermeister der Reichsstadt Aachen.

## Leben und Wirken
Noch vor seiner Aufnahme in das Schöffenkollegium im Jahr 1337 wurde Johannes von dem Eichhorn 1334 zum Bürger-Bürgermeister der Freien Reichsstadt Aachen gewählt. Ab 1338 gehörte er schließlich dem Rat der Stadt Aachen an und im Jahr 1343 gelang ihm erneut die Wahl zum Stadtoberhaupt, diesmal als Schöffen-Bürgermeister.
Während seiner ersten Amtszeit nahm von dem Eichhorn als Delegierter Aachens an den Konsultationen zur Organisation und Entwicklung des regionalen Landfriedensbündnisses Maas-Rhein zwischen den Städten Aachen und Köln sowie Kurköln und den Herzogtümern Jülich, Limburg und Brabant teil. Dieses sollte sich für die Aufhebung ungerechter Zölle und mit eigenen Truppen für den Schutz der reisenden Kaufleute und Pilger vor dem weit verbreiteten Raubrittertum einsetzen.
Anlässlich einer Versammlung am 10. Mai 1336 in Frankfurt wurden Johannes von dem Eichhorn als dem Vertreter Aachens von Kaiser Ludwig dem Bayer die erneute Bestätigung der Reichsprivilegien für die Stadt Aachen zugesichert. Auch in den weiteren Jahren wurde von dem Eichhorn noch mehrfach als Delegationsleiter zu wichtigen Verhandlungen eingesetzt, die ihn unter anderem 1344 zum Fürstentag nach Bacharach führten.
Johannes von dem Eichhorn war verheiratet mit einer namentlich nicht überlieferten Dame. Anhand der gleichen Wohnungsadresse und der Rechtsnachfolge im Schöffenstuhl wird laut Quellen der spätere Bürgermeister Konrad von dem Eichhorn als einer der Söhne von Johannes vermutet.